# Wapenstilstand van 22 juni 1940
De wapenstilstand van 22 juni 1940 is een verdrag dat afgesloten werd door de militaire vertegenwoordigers van het Derde Rijk enerzijds en de Franse regering anderzijds om een einde te stellen aan de oorlogshandelingen tussen Duitsland en Frankrijk ontstaan na de oorlogsverklaring van Frankrijk aan Duitsland op 3 september 1939 die volgde op de Duitse inval van Polen. De eenzijdige beslissing van de Franse regering om een wapenstilstand, de facto een capitulatie, te vragen aan Duitsland betekende meteen het einde van het Brits-Franse verbond om gezamenlijk tegen Duitsland te strijden. Hoewel al op 22 juni een akkoord werd ondertekend volgde het staakt-het-vuren pas op 25 juni 1940 om 00:35, zes uur nadat ook tussen Frankrijk en Italië een wapenstilstand ondertekend werd.

## De locatie

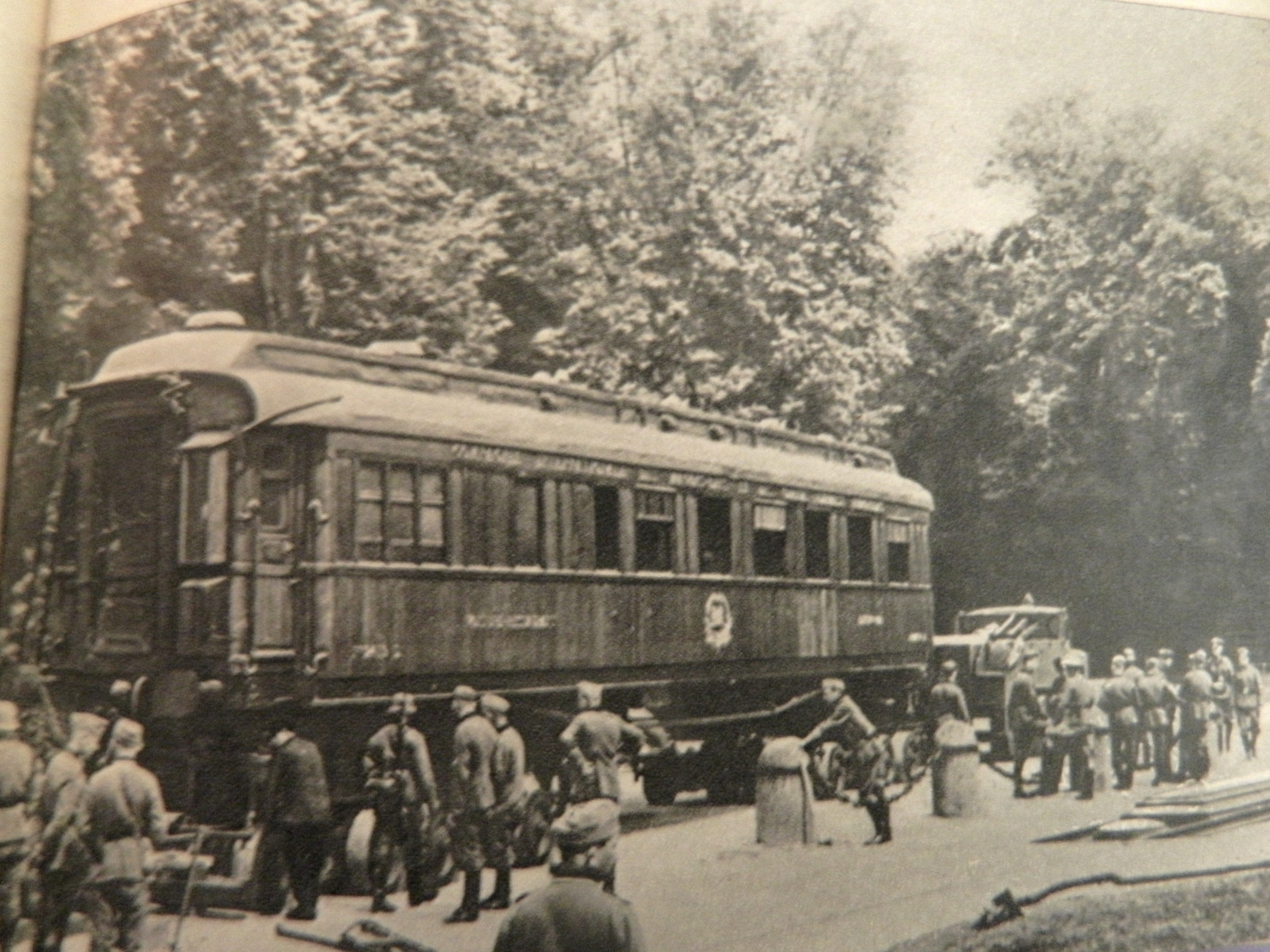
Rijtuig waarin wapenstilstand werd getekend

Adolf Hitler eist, als revanche, dat de besprekingen en de ondertekening van de wapenstilstand gehouden worden op exact dezelfde locatie in het Bos van Compiègne als deze van 11 november 1918 die een einde maakte aan de Eerste Wereldoorlog. Van de open plek in het bos nabij Rethondes waar de ondertekening in 1918 gebeurde hebben de Fransen ondertussen een herdenkingsplaats gemaakt waarbij het destijds gebruikte rijtuig tentoongesteld werd in een speciaal hiervoor ontworpen gebouw. De Organisation Todt werd ingezet om de wagon uit het gebouw te breken en de nodige sporen aan te leggen om de wagon weer precies op dezelfde plaats te zetten. Na afloop van de onderhandelingen werd het rijtuig naar Berlijn gebracht en de herdenkingsplek zoals aangelegd door de Fransen volledig vernield, met uitzondering van het standbeeld van maarschalk Foch.

## De delegaties

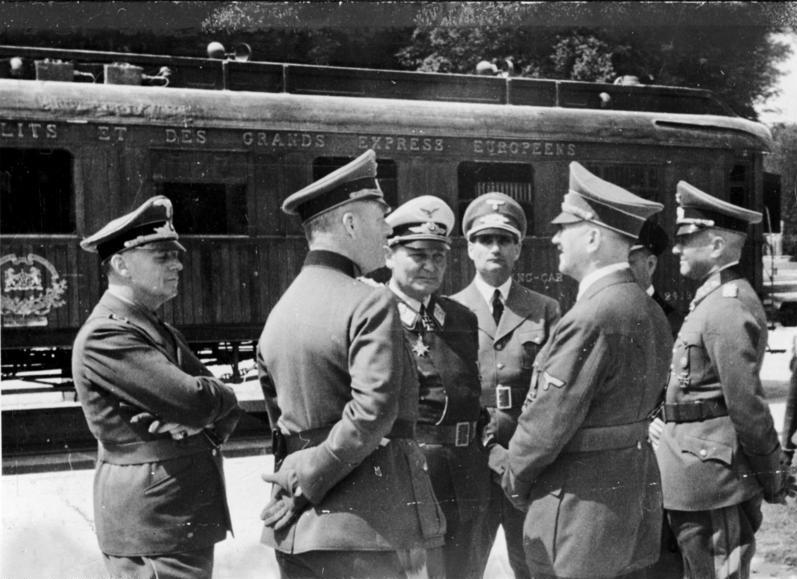
Ribbentrop, Keitel, Göring, Hess, Hitler, Raeder en Brauchitsch, bij het Wapenstilstandsrijtuig op 21 juni.

Op 21 juni 1940, bij de openingsceremonie van de onderhandelingen is Hitler aanwezig in het gezelschap van verschillende nazidignitarissen; Rudolf Hess, Hermann Göring, Joachim von Ribbentrop en als militairen Erich Raeder, Walther von Brauchitsch en als leider van de onderhandelingen Wilhelm Keitel. Na de preambule voorgelezen door Keitel in naam van de Führer en het overhandigen van de voorwaarden verlaten alle Duitsers op Keitel en zijn tolk Schmidt na de onderhandelingen. Generaal Jodl en enkele officieren vervoegen zich op dat ogenblik bij Keitel bij het begin van de eigenlijke besprekingen. Aan Franse zijde wordt de delegatie geleid door generaal Huntziger, bijgestaan door luchtmachtgeneraal Bergeret, viceadmiraal Le Luc en ambassadeur Léon Noël.

## De onderhandelingen
Voor zijn vertrek naar Rethondes wordt generaal Huntzinger ontvangen door maarschalk Philippe Pétain die, sinds 17 juni, Paul Reynaud heeft vervangen als regeringsleider en zijn nieuwe minister van Defensie Weygand en van Buitenlandse Zaken Paul Baudouin. Tijdens dit onderhoud geeft Pétain als instructies mee dat de onderhandelingen onmiddellijk dienen afgebroken indien Duitsland volgende eisen zou stellen:
- de volledige of gedeeltelijke overdracht van de vloot
- de bezetting van het Franse vasteland
- de bezetting van enig deel van het koloniaal imperium

Parallel aan deze richtlijnen stelt het ministerie van Buitenlandse Zaken een bijkomende nota die bovenop de voorwaarden gesteld door Pétain, enerzijds ook de overdracht van de luchtmacht uitsluit en anderzijds het behoud van de Franse instellingen en de integriteit van het territorium eist, waarbij gepreciseerd wordt dat dit specifiek Elzas-Lotharingen en Corsica betreft.
Nadat Huntzinger kennisgenomen heeft van de Duitse eisen voor een wapenstilstand meldt hij deze op 21 juni om 20:00, integraal de tekst dicterend per telefoon (waarbij de Duitse delegatie meeluistert) aan Weygand, die ze onmiddellijk voorlegt aan de ministerraad die verzameld is te Bordeaux.
De Franse delegatie vindt de Duitse voorwaarden, hoewel hard, toch aanvaardbaar want niet in strijd met de door Pétain gestelde eisen; de vloot wordt niet opgeëist maar slechts ontwapend, de kolonies maken geen deel uit van de gestelde voorwaarden en het Frans grondgebied wordt slechts bezet ten noorden en westen van de Demarcatielijn. Tijdens de besprekingen op 22 juni, die de hele dag in beslag nemen en meermaals onderbroken worden voor telefonisch overleg tussen Huntzinger en Weygand, slagen de Fransen er in artikels 5 (betreffende de levering van vliegtuigen) en 17 (overdracht van voorraden) te amenderen. Duitsland weigert elke andere toegeving, ondanks Frans protest rond artikel 19 (betreffende het asielrecht) en de concessies aan Italië (dat Frankrijk immers niet had verslagen). Als gevolg van dit ultimatum van generaal Keitel, krijgt Huntzinger vanuit Bordeaux het bevel de wapenstilstand te ondertekenen.
Na twee dagen van onderhandelingen wordt het akkoord op 22 juni om 18:36 ondertekend door Keitel en Huntzinger. De wapenstilstand zelf zal echter pas ingaan op 25 juni om 00:35, zes uur nadat ook tussen Frankrijk en Italië een wapenstilstand is overeengekomen in Rome.

## De voorwaarden

Frankrijk opgedeeld in verschillende zones: vrije zone, bezette zone, Elzas-Lotharingen geannexeerd door Duitsland en Noord-Frankrijk onder Duits militair bestuur vanuit België.

Het verdrag is een tekst van 24 artikelen, waarvan hier de belangrijkste gevolgen zijn weergegeven.
- De krijgsgevangenen (meer dan anderhalf miljoen) blijven gevangen tot een vredesakkoord wordt ondertekend.
- De noordelijke helft, alsook de Atlantische kuststrook worden bezet door Duitsland; dit is de bezette zone die ongeveer drie vijfden van het grondgebied beslaat. De rest, grotendeels ten zuiden van de Loire gelegen, is de «vrije zone» die niet bezet wordt. Beide zones worden gescheiden door de demarcatielijn.
- Frankrijk dient te voorzien in het onderhouden van het bezettingsleger.
- In de vrije zone wordt de troepensterkte van het Franse leger beperkt tot 100.000 man en de troepen worden ontwapend.
- Frankrijk behoudt de soevereiniteit over geheel zijn grondgebied, inclusief de bezette zone, de Elzas en het departement Moselle, maar in de bezette zone oefent Duitsland de rechten van de bezettingsmacht uit, wat inhoudt dat de administratie op correcte wijze met de bezetter dient samen te werken.
- Het koloniaal imperium blijft eveneens onder het bewind van de Franse regering.
- De oorlogsbodems vervoegen zich in hun thuishavens uit vredestijd, zoals Cherbourg, Brest en Lorient die zich in bezet gebied bevinden.
- Frankrijk moet de Duitse en Oostenrijkse politieke vluchtelingen op zijn grondgebied uitleveren aan Duitsland.

## De uitvoering en opvolging
Voor de uitvoering en de naleving van het verdrag werd door de Duitse militaire overheid een Duitse Wapenstilstandscommissie opgericht. Deze was gevestigd in Wiesbaden en stond onder controle van het Duitse oppercommando. De Franse regering was, zoals door het verdrag bepaald, bij deze commissie vertegenwoordigd door een delegatie onder leiding van generaal Huntziger. 

## De gevolgen
- Behalve deze, die het directe resultaat waren van de bepalingen van het akkoord zelf, was wellicht het belangrijkste gevolg dat Frankrijk het op 28 maart 1940 bereikte akkoord met de Britten eenzijdig verbrak. Dit akkoord hield in om niet afzonderlijk tot een wapenstilstand met Duitsland te komen. De facto kwam het Verenigd Koninkrijk hierdoor alleen te staan in zijn strijd tegen het Duitse Rijk. Op het terrein vertaalde de gewijzigde positie van Frankrijk zich, begin juli 1940 al, in de Britse operatie Catapult die bedoeld was om te verhinderen dat de wereldwijd verspreide Franse oorlogsvloot, naar het Franse vasteland zou terugkeren en derhalve rechtstreeks of onrechtstreeks onder Duitse controle zou vallen. Dit zou onder meer leiden tot de aanval op Mers-el-Kébir waarbij meerdere Franse schepen door de Britten vernield werden en meer dan duizend doden vielen, ook al waren beide landen niet in oorlog met elkaar.
- Aangezien het wapenstilstandsakkoord de vrijlating van de Franse krijgsgevangenen slechts voorzag na het afsluiten van een vredesakkoord tussen beide landen, een akkoord dat er nooit zou komen, bleven meer dan anderhalf miljoen Franse soldaten voor de rest van de oorlog krijgsgevangen.